# Steilrampe Erkrath–Hochdahl

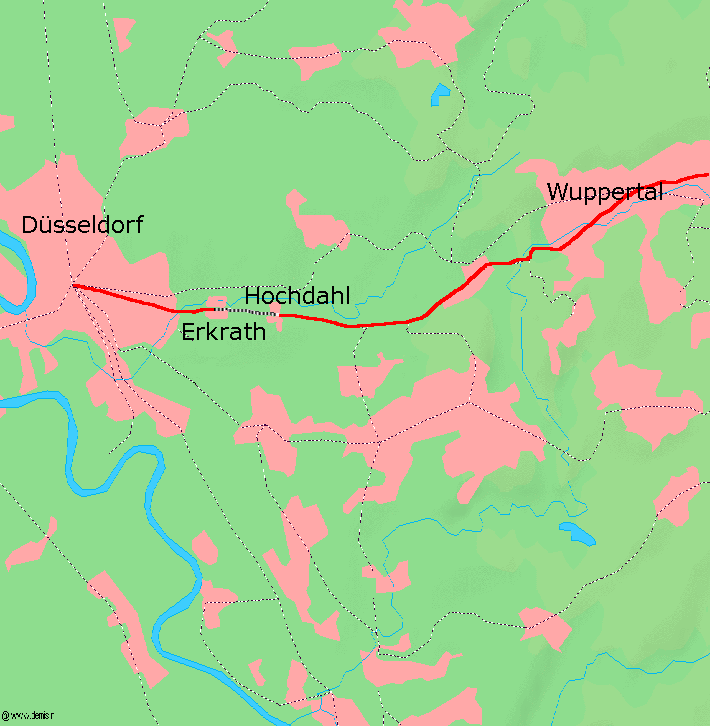
Die Stammstrecke der Düsseldorf-Elberfelder Eisenbahn-Gesellschaft zwischen Düsseldorf und Wuppertal mit eingezeichneter Steilrampe

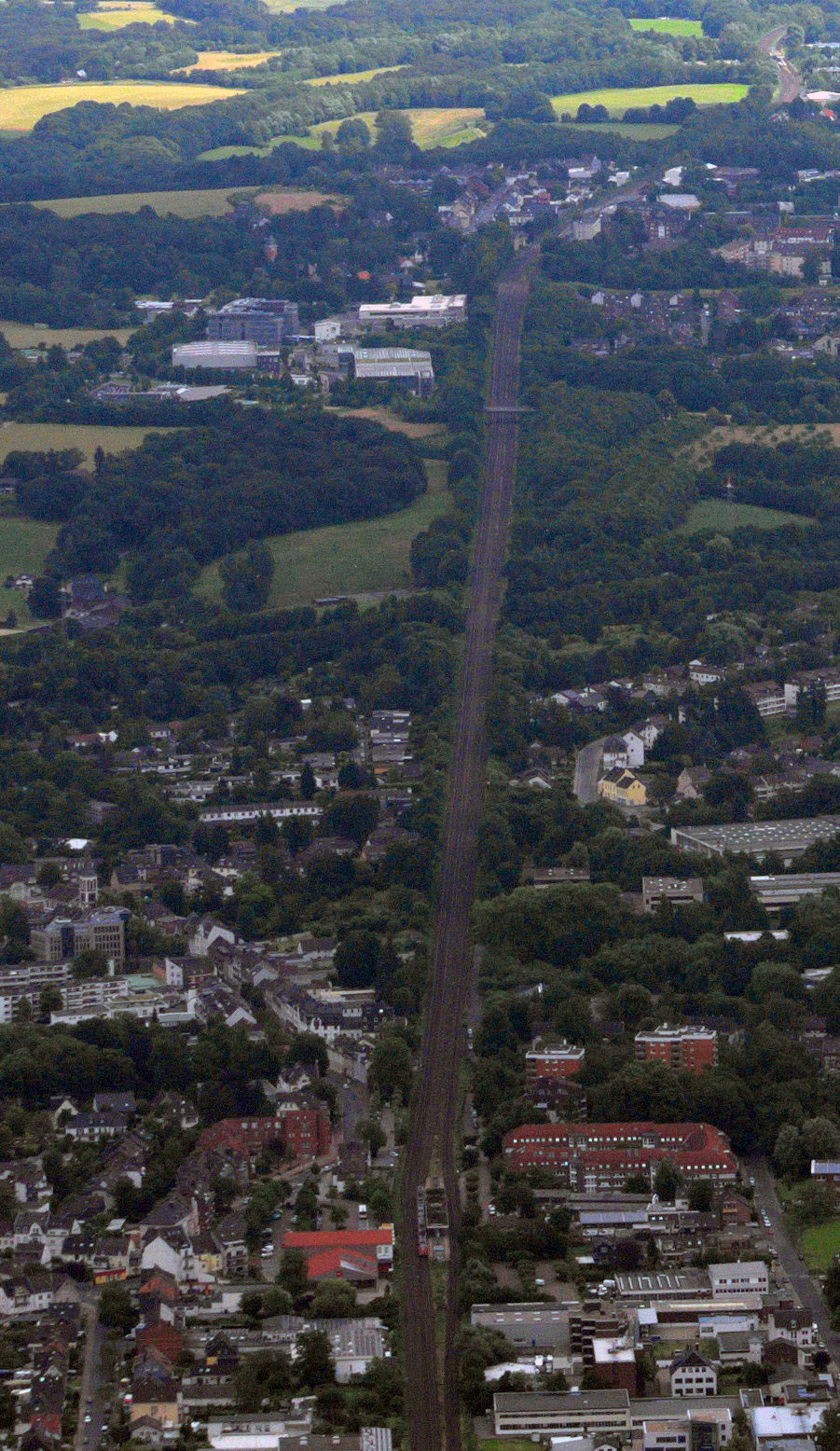
Rampe zwischen Erkrath (vorne) und Hochdahl (hinten).

Die Steilrampe Erkrath–Hochdahl ist der 1841 durch die Düsseldorf-Elberfelder Eisenbahn-Gesellschaft in Betrieb genommene Abschnitt der Bahnstrecke Düsseldorf–Elberfeld, auf den der größte Teil des zwischen Düsseldorf (40 m) und Elberfeld (150 m) bestehenden Höhenunterschieds entfällt. Sie liegt zwischen den Bahnhöfen Erkrath und Hochdahl (oben) und war ursprünglich eine schiefe Seilebene.

## Besonderheit der Strecke
Zwischen den beiden Enden der etwa 2,5 Kilometer langen Steilrampe besteht ein Höhenunterschied von 82 Meter, was eine Steigung von 3,3 % ergibt. Der Streckenabschnitt zählt damit zu den steilsten Hauptstrecken-Abschnitten in Deutschland, während hingegen die restliche Strecke sehr flach verläuft. Somit ist die durchschnittliche Steigung der Gesamtstrecke mit 110 Meter Höhendifferenz auf 27 Kilometer = 4 ‰ sehr niedrig. Seit 2013 ist die in Erkrath auf der Steilstrecke gelegene Brücke über die Bergische Allee mit einem Schriftzug versehen: Steilste Eisenbahn-Hauptstrecke Europas bis 1981. Gemeint sind damit offenbar zweigleisige Hauptbahnen, da zahlreiche eingleisige Hauptbahnen mit deutlich größeren Steigungen existieren. Die 1981 eingeweihte LGV Sud-Est ist hingegen ebenfalls zweigleisig und weist eine Steigung bis zu 35 ‰ auf.

## Betrieb

### Grundlagen
Zu damaliger Zeit waren zum Überwinden von Höhenunterschieden zusätzliche Antriebsleistungen notwendig, die stationär vorgehalten wurden. Entsprechend war man bestrebt, die Steigung auf kurze und dafür steile Abschnitte zu konzentrieren. Zum Einsatz von Seilzügen war es zudem notwendig, dass die Strecke exakt gerade verläuft.

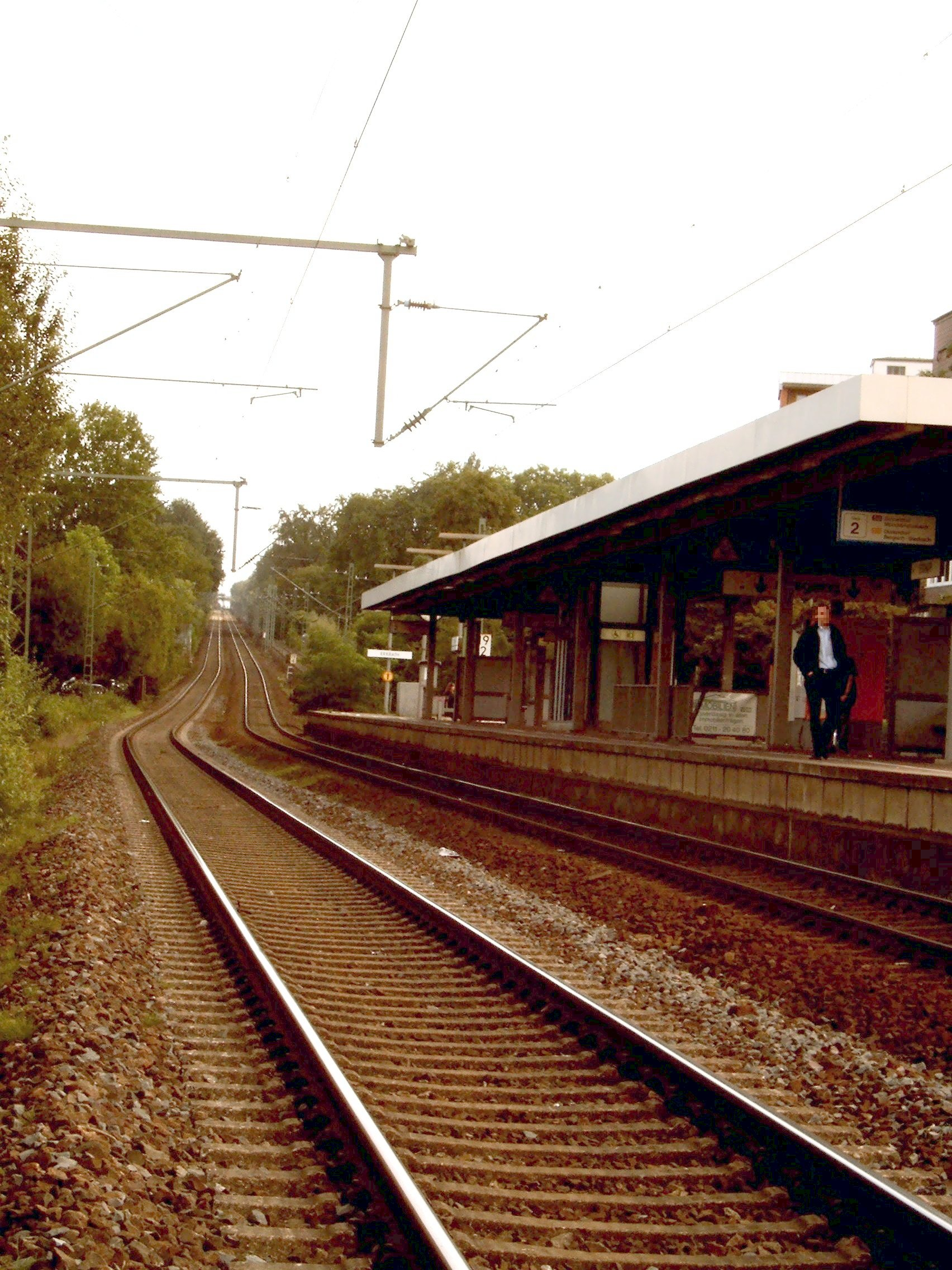
Beginn der Steilrampe unten am S-Bahnhof Erkrath

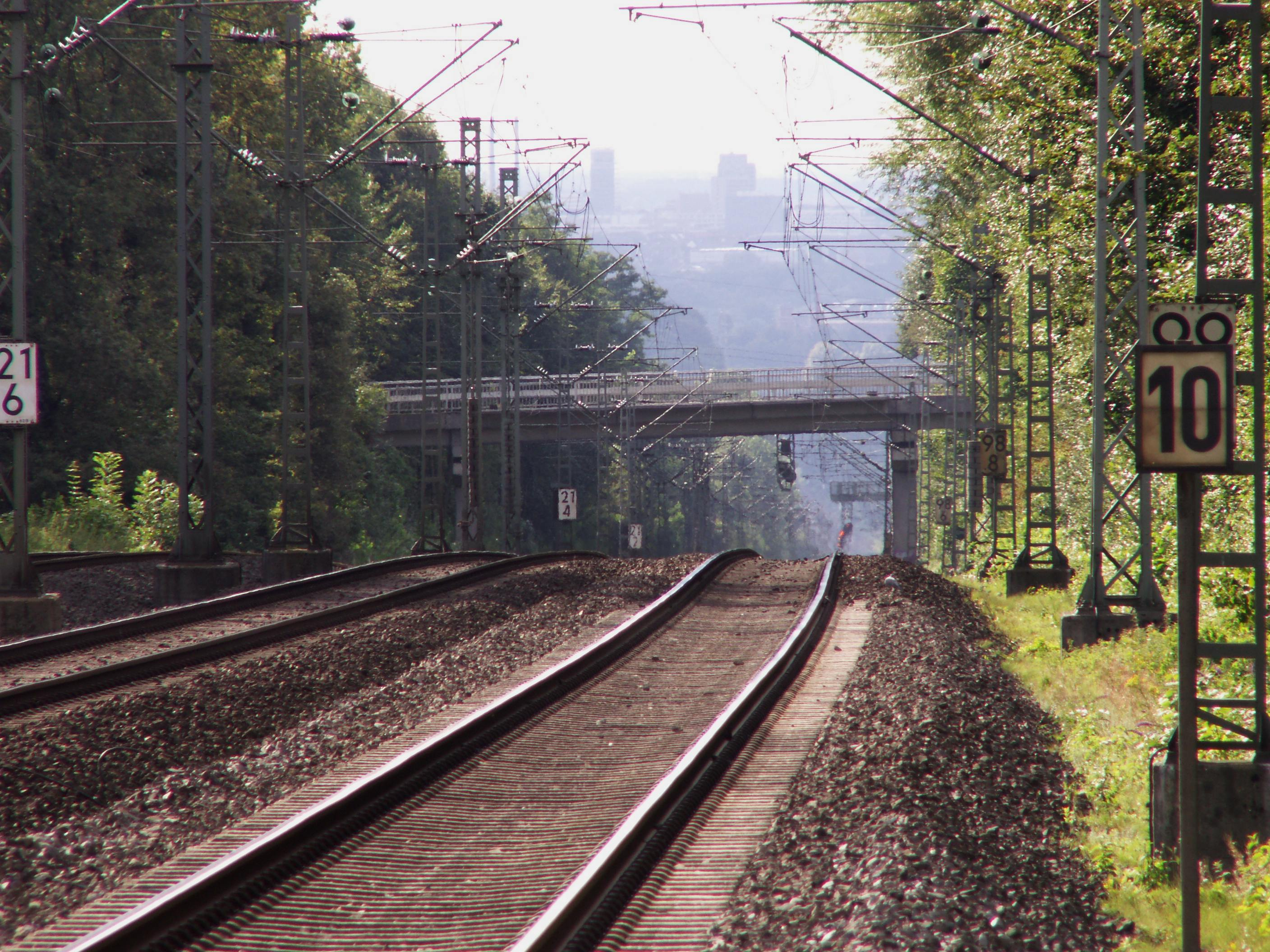
Ende der Steilrampe oben von Hochdahl aus gesehen

### Stationäre Seilwinde
Bei Inbetriebnahme der Strecke im Jahr 1841 konnte die Steilrampe nur mit Hilfe einer stationären Dampfmaschine ähnlich einer Standseilbahn bewältigt werden, welche die Züge mit einem Seil den Berg hinaufzog.

### Umlenkrollen
Schon im Laufe des Jahres 1841 stellte sich das Verfahren als unwirtschaftlich heraus. Die Anlage wurde so umgebaut, dass ein zu Tal fahrender Zug einen entgegenkommenden bergwärts fahrenden Zug mit diesem Seil über drei Umlenkrollen die Rampe hinauf zog. Oft wurde auch eine eigens in Hochdahl stationierte Lokomotive für die ziehende Talfahrt eingesetzt. Auf die stationäre Dampfmaschine konnte daraufhin verzichtet werden. Das Maschinenhaus wurde aber erst Anfang der 1980er Jahre abgerissen. Bei Bauarbeiten im Jahre 2008 wurden Mauer- und Fundamentreste des ersten Bahnhofs gefunden.

### Zusatzlokomotiven
1926 wurde der Seilzugbetrieb durch den Einsatz von Lokomotiven mit ausreichender Leistung überflüssig. Stattdessen wurden ab Erkrath bis zu zwei Schiebe- und vor allem bei schweren Güterzügen zusätzlich Vorspannlokomotiven eingesetzt, so dass bis zu vier Dampflokomotiven mit Anlauf einen Zug den Berg hinaufbeförderten.
Erst seit Elektrifizierung der Steilstrecke 1963 und der Gesamtstrecke 1964 schaffen die Züge ohne weitere Hilfe den Weg hinauf zum Hochdahler Bahnhof. Damit war der Zwangshalt auch aller Schnellzüge in Erkrath vorbei, mit dem man für eine Ansiedlung im Ort warb. 1914 hielten täglich 84 Züge.
Bis in die 1980er Jahre war die Steilstrecke auch für moderne Züge eine Herausforderung. Noch 1988 kam es vor, dass Züge, die am Berg halten mussten, nach Erkrath zurücksetzten, um mit neuem Anlauf den Berg zu erklimmen.

## Fotos

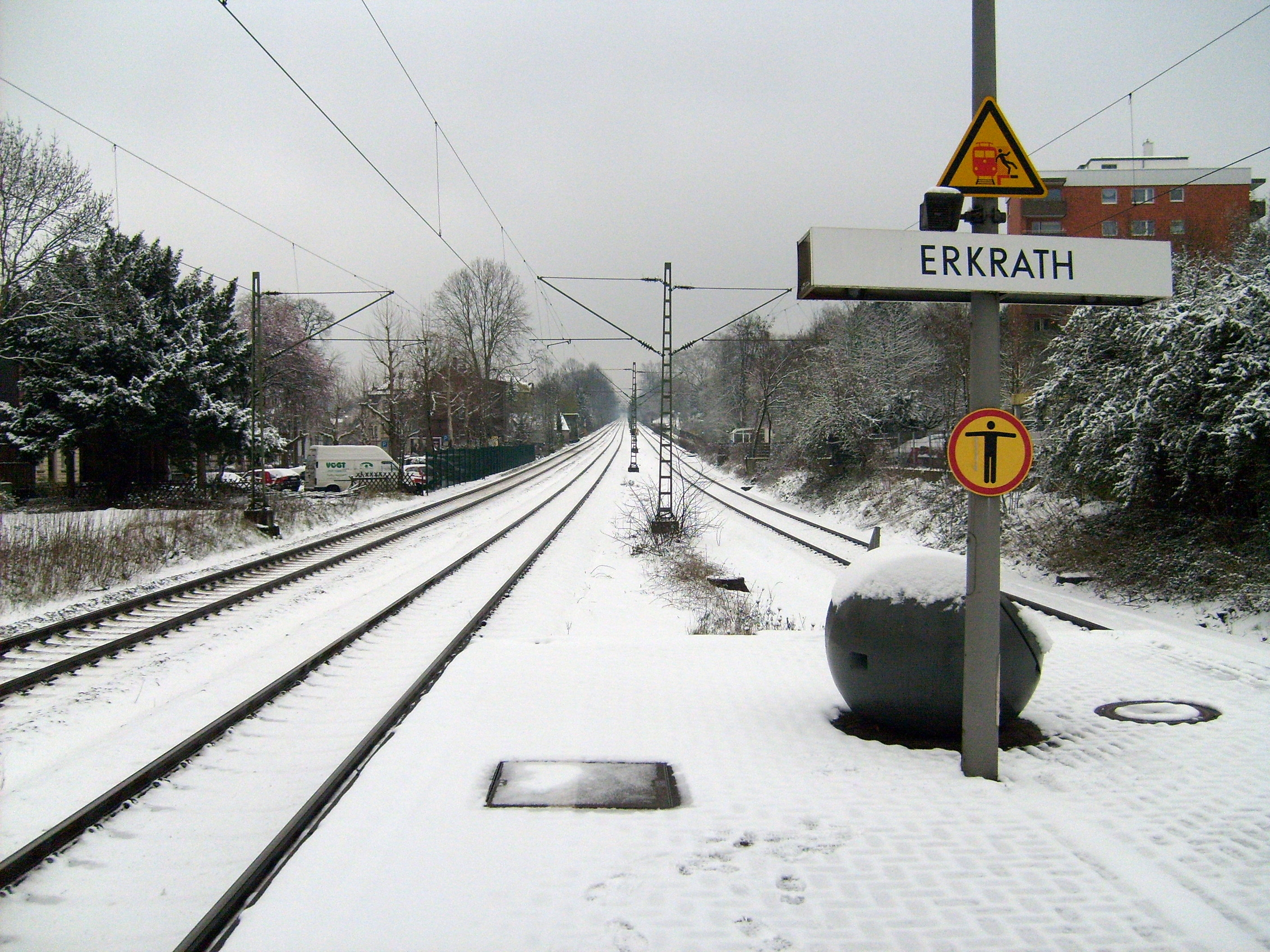
Blick vom Bf Erkrath die Steilstrecke hinauf zum Bf Hochdahl
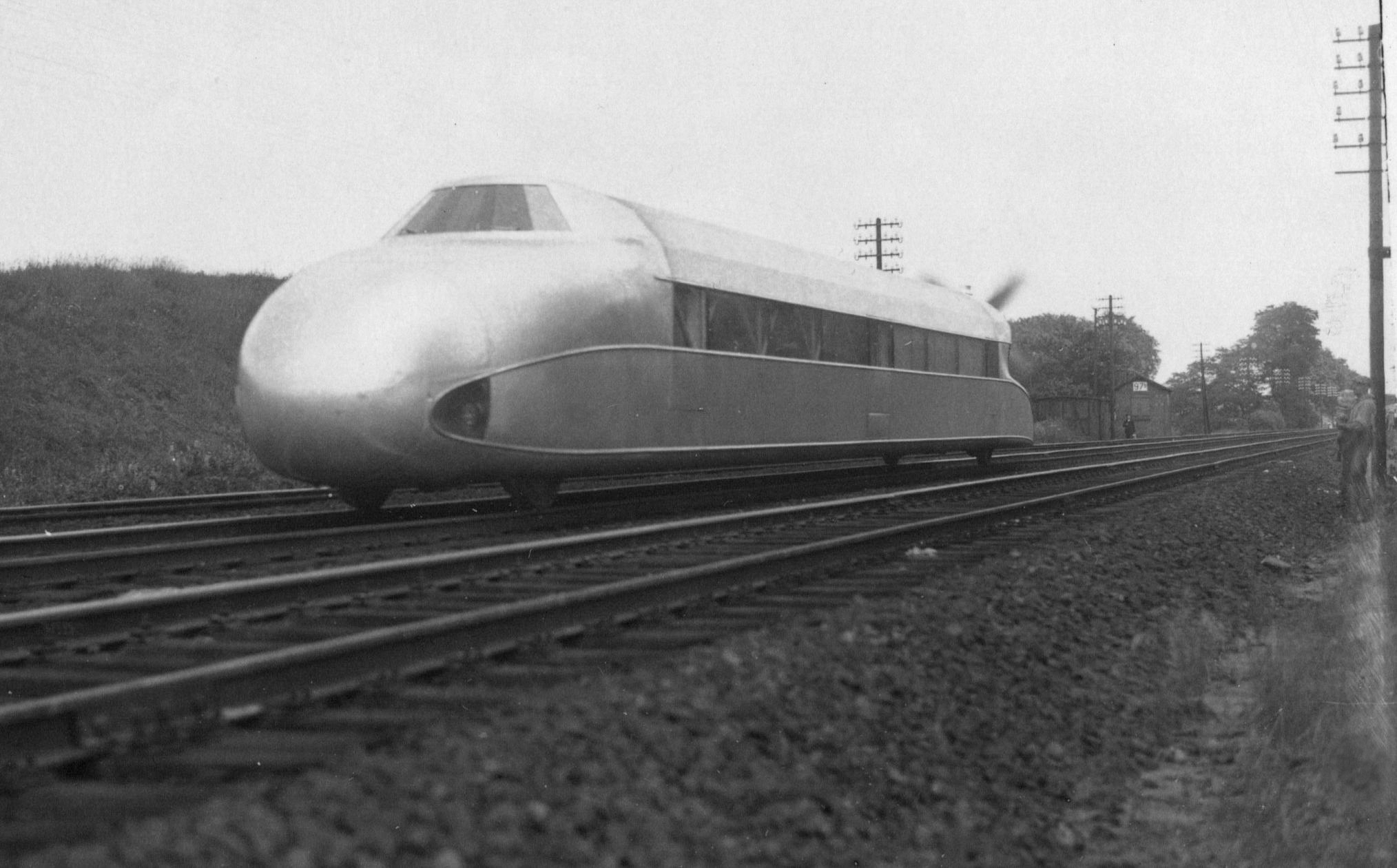
Schienenzeppelin auf der Steilrampe 26. Juni 1931
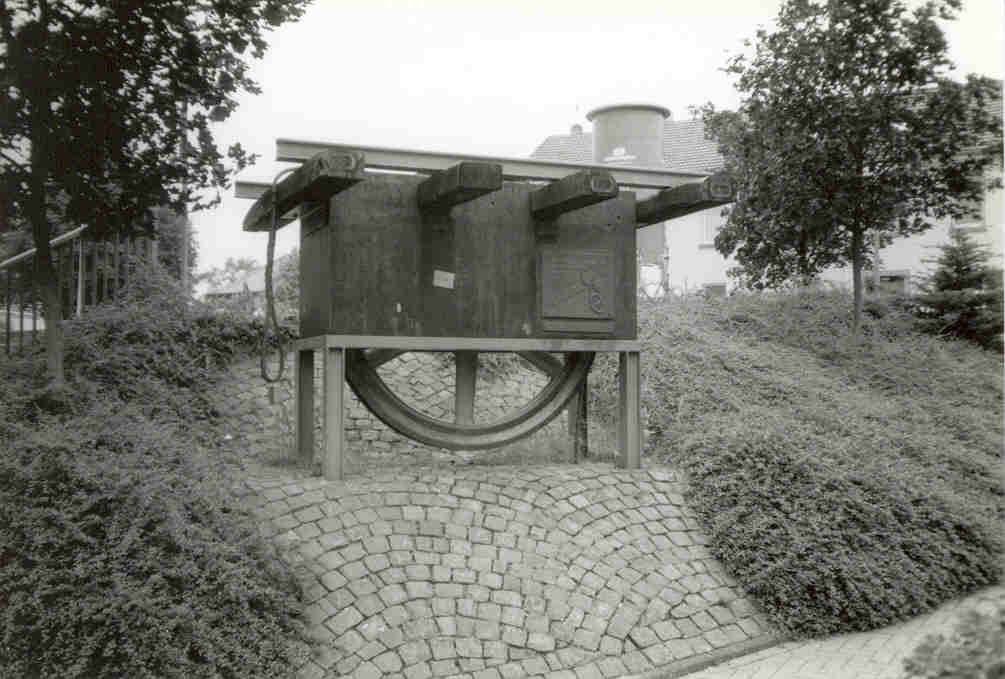
Als Denkmal in Hochdahl aufgestellte Umlenkrolle des Seilzugbetriebes